# هوهنتنگن
هوهنتنگن (به آلمانی: Hohentengen) یک شهر در آلمان است که در Sigmaringen واقع شده‌است. هوهنتنگن ۴٬۴۳۵ نفر جمعیت دارد.